# بيترو فيراري (لاعب اتحاد الرغبي)
بيترو فيراري (بالإيطالية: Simone Ferrari)‏ هو لاعب اتحاد الرغبي إيطالي، ولد في 28 مارس 1994 في Cernusco sul Naviglio ‏ في إيطاليا.

## وصلات خارجية
- بيترو فيراري عل موقع إسبنسكروم (الإنجليزية)
- بيترو فيراري على موقع ItsRugby.co.uk (الإنجليزية)